# كورنيليوس فاندربلت الثاني
كورنيليوس فاندربلت الثاني (بالإنجليزية: Cornelius Vanderbilt II)‏ هو رائد أعمال أمريكي، ولد في 27 نوفمبر 1843 في جزيرة ستاتن في الولايات المتحدة، وتوفي في 12 سبتمبر 1899 في مانهاتن في الولايات المتحدة.